# Le Petit Guide du voyage dans le temps
Ne doit pas être confondu avec H2G2 : Le Guide du voyageur galactique.
Pour plus de détails, voir Fiche technique et Distribution.
Le Petit Guide du voyage dans le temps (Frequently Asked Questions About Time Travel, stylisé FAQ About Time Travel) est une comédie de science-fiction britannique réalisée par Gareth Carrivick, sortie en 2009.

## Synopsis
Ray, Pete et Toby sont trois jeunes adultes qui travaillent dans un parc pour enfants. Ils se rendent un soir dans un pub pour boire des bières. Lorsque Ray va prendre une commande au bar, il rencontre Cassie, qui lui dit le connaître. Elle se présente comme venue du futur, chargée de réparer les fuites du temps. Sachant que Ray serait dans le pub, elle avait décidé de venir à sa rencontre, parce qu'il est devenu quelqu'un de célèbre dans le futur. Ils se séparent, Ray rejoint ses amis auxquels il raconte son entrevue. Ils ne le croient pas, mais lorsque Pete va aux toilettes et ressort, il trouve le bar rempli de cadavres, il s'aperçoit lui-même, plus vieux mais mort. Paniqué, il retourne aux toilettes, et lorsqu'il ressort, il retrouve la salle dans le présent.
Il expose son aventure, et ils décident tous trois d'aller vérifier. Lorsqu'ils ressortent tout parait normal jusqu'à ce qu'ils se voient eux-mêmes à leur table : ils ont voyagé une demi-heure dans le passé. Pour éviter tout paradoxe temporel, ils décident de se cacher dans un placard sous un escalier, et de retourner dans la salle seulement après que leur eux-passés entrent dans les toilettes. Ray se rend compte que Cassie doit encore être dans le bar. Il prévoit de lui parler, et se met à guetter le moment où elle se sépare de son lui-passé.
Il tente de lui expliquer qu'un problème temporel est survenu, mais elle ne le prend pas en considération. Elle quitte la pièce, mais à peine la porte fermée derrière elle, elle ouvre la porte et apparaît avec de nouveaux vêtements : six mois se sont passés pour elle. Ils se rendent dans la cours arrière, où elle lui explique qu'elle a tout réparé. Content du dénouement, Ray retourne dans le placard avec les deux autres. Dissimulés, ils observent eux-passés rentrer dans les toilettes, et sortent du placard. L'envie d'uriner les pousse à retourner dans les toilettes, ils choisissent les toilettes pour femmes pour éviter de se croiser dans celles pour hommes. Mais lorsqu'ils ressortent, le couloir est fortement décrépi : ils ont voyagé dans le futur. Pete retourne dans les toilettes pour quitter immédiatement ce temps, et lorsque Ray et Toby s'apprêtent à le suivre, il sort précipitamment des autres toilettes et les en dissuade. Sa barbe qui a poussé témoigne du temps passé seul.
Ils retournent dans la salle principale du pub, qui est délabrée, les environs ressemblent à un monde post-apocalyptique. Pour se protéger du froid, ils revêtent des sweat-shirts à capuche. En explorant la cours arrière, ils trouvent un graffiti mural qui les représente, avec leur tenue actuelle. Des bruits effrayants les incitent à retourner aux toilettes. Lorsqu'ils entendent arriver leur eux-passés, ils se cachent dans une cabine et attendent qu'ils ressortent.
Lorsqu'ils sortent à leur tour, une soirée à thème a lieu, où les gens sont habillés comme eux : ils sont célèbres dans ce temps là. Ils comprennent la raison de leur célébrité : une idée que Pete a écrit sur son carnet dans le pub. Ils sont abordés par Millie qui se présente comme une collègue de Cassie, et qui leur explique que tout est rentré dans l'ordre. Ils voyagent à nouveau dans le temps, et se retrouvent dans le présent, un peu avant qu'ils partent tous les trois dans les toilettes pour la première fois. Ils reprennent leur place attablée dès qu'ils peuvent et pensent que tout est rentré dans l'ordre lorsque Millie réapparait pour les tuer : elle est une « correctrice », une personne qui tue les personnes célèbres au moment de leur gloire, pour éviter le déclin qui suit. La seule manière de s'en sortir est du détruire la page du carnet sur laquelle est écrite l'idée. Pete et Toby se font tuer, comme toutes les autres personnes du pub. Ray, agonisant, arrive à renverser un bière sur la page, et tout le futur est effacé.
Ils se retrouvent vivants, assis à leur table, avant la rencontre initiale de Ray avec Cassie. Ils décident d'aller boire un dernier verre dans un autre pub. Sur la route, Cassie apparaît, et les invitent à la suivre dans une autre dimension pour l'aider à réparer les conséquences de la destruction de la page du carnet. Ils s'élancent tous les trois vers une nouvelle aventure.

## Fiche technique
Sauf indication contraire, les informations mentionnées dans cette section peuvent être confirmées par la base de données cinématographiques IMDb,  présente dans la section « Liens externes ».
- Titre original : Frequently Asked Questions About Time Travel
- Titre francophone : Le Petit Guide du voyage dans le temps
- Réalisation : Gareth Carrivick
- Scénario : Jamie Mathieson
- Direction artistique : Kave Quinn
- Décors : Gavin Fitch
- Costumes : Stephanie Collie
- Photographie : John Pardue
- Montage : Stuart Gazzard et Christopher Blunden
- Musique : James L. Venable
- Production : Neil Peplow et Justin Anderson Smith
- Sociétés de production : BBC Films et HBO Films ; Dog Lamp Films (coproduction)
- Société de distribution : Lionsgate
- Pays d’origine :  Royaume-Uni
- Langue originale : anglais
- Format : couleur
- Genre : comédie de science-fiction
- Durée : 83 minutes
- Dates de sortie :
  - Irlande : 16 février 2009 (Festival international du film de Dublin)
  - Royaume-Uni : 24 avril 2009
  - France : 25 août 2012 ([première diffusion à la télévision)

## Distribution
- Chris O'Dowd (VF : Jérôme Pauwels) : Ray, l’imagineur
- Dean Lennox Kelly (VF : Thierry Wermuth) : Pete, le cynique
- Marc Wootton (VF : Christophe Lemoine) : Toby, le rêveur
- Anna Faris (VF : Laurence Sacquet) : Cassie, la voyageuse du temps
- Meredith MacNeill (VF : Edwige Lemoine) : Millie, la voyageuse du temps
- Ray Gardner : Mellor
- Nick Ewans : Barry
- Arthur Nightingale : le vieil homme

## Production
Le Petit Guide du voyage dans le temps est coproduit par BBC Films et HBO Films. Le tournage a lieu en intérieur aux Pinewood Studios dans le comté du Buckinghamshire.
Le générique début s’ouvre en lettres majuscules bleu clair depuis le fond de l'espace : il rappelle le style de la saga Superman.

## Accueil

### Festival et sortie
Le Petit Guide du voyage dans le temps est sélectionné et projeté le 16 février 2009 au Festival international du film de Dublin en Irlande, avant la sortie nationale au Royaume-Uni à partir du 24 avril 2009. La chaîne BBC Two le diffuse le 1er août 2010, en hommage au réalisateur Gareth Carrivick qui venait de mourir plus tôt dans l'année.
Il est cependant inédit en France jusqu’à la première diffusion télévisée, le 25 août 2012.

### Critiques
Phil Wilding du magazine Empire souligne à propos de ce film étant « original et engageant avec un script qui vous garde sur le trajet » (« Quirky and engaging with a script that keeps you on the ride »). Mark Adams du The Daily Mirror le voit « cette comédie attachante ressemble à un pilote de télévision version longue, mais elle est bien mise en place, avec des rires, qui est rafraîchissante comme changement par rapport aux films traditionnels britanniques » (« This engaging comedy feels like a stretched-out TV pilot, but is nicely put together, with enough laughs to make a refreshing change from usual Brit film fare »).
Michael Dwyer du The Irish Times le décrit comme « récit légèrement amusant » (« mildly diverting yarn »), mais critique d’une taille modeste du film. Pour The Guardian, Peter Bradshaw voit ce « pire film de la semaine, une comédie britannique désastreuse à laquelle la seule réponse honnête est de salir et mettre le feu à l’« Union Flag » dans le foyer de votre cinéma du quartier » (« the worst film of the week, a dire British comedy, to which the only honest response is to soil and then set fire to the Union flag in the foyer of your local cinema »).